# Kościół Najświętszego Serca Jezusa i św. Anny w Kiszewie
Kościół Najświętszego Serca Jezusa i św. Anny – katolicki kościół parafialny zlokalizowany w Kiszewie (gmina Oborniki).

## Historia i architektura
Modernistyczna świątynia została wybudowana w latach 1934-1935 według projektu Stefana Cybichowskiego. Parafia istniała w Kiszewie już w XIV wieku, jednak pierwszy zapis o istnieniu tu kościoła pochodzi z 1407. Nie ma jednoznacznych danych mówiących o tym, że kościół przejściowo znajdował się w rękach protestantów, ale istnieje taka możliwość. Pod koniec XVI wieku świątynia była w złym stania, a być może uległa spaleniu. W początku XVII wieku parafia kiszewska była prepozyturą klasztoru benedyktynów z Lubinia. Przyczynił się do tego Stanisław Kiszewski - opat w Lubiniu oraz właściciel Kiszewa. W 1641 istniał we wsi drewniany kościół kryty gontem pod wezwaniem św. Anny. W kaplicy stał ołtarz Matki Boskiej Różańcowej oraz nagrobek Mikołaja Mierzewskiego - właściciela Kiszewa. Wokół kościoła znajdował się niewielki cmentarz otoczony drewnianym płotem. W 1726 istniała już drewniana wieża, dobudowana i wyposażona w dzwony. Świątynia dysponowała pięcioma ołtarzami. W kościele rozwijał się kult Męki Pańskiej, a przy jednym z krzyży wieszano liczne wota. W 1736 powódź na Warcie spowodowała częściowe uszkodzenie kościoła. W 1739 zakończono bardzo gruntowny remont, a w zasadzie rekonstrukcję świątyni. Koszta tych działań poniósł właściciel Kiszewa - Józef Mycielski, kasztelan poznański. W 1787 benedyktyni z Lubinia zrzekli się parafii kiszewskiej (powodem było zmniejszanie się liczby zakonników nękanych restrykcjami pruskimi). 1 kwietnia 1823, podczas pożaru wsi spłonął zarówno kościół, jak i plebania oraz budynki gospodarcze. Stopiły się nawet dzwony. Z uwagi na słabe dochody i małą liczbę wiernych biskup Marcin Dunin wydał 18 lipca 1841 dekret o połączeniu parafii kiszewskiej z obornicką. Od 1858 podejmowano starania o odbudowę zniszczonej świątyni. Pod koniec XIX wieku rozpoczęto zbiórkę pieniędzy na odbudowę, jednak sprawa była blokowana przez ówczesnego właściciela wsi - księcia Ernesta Sachsen Coburg Gotha. Wydarzenia I wojny światowej ostatecznie położyły kres temu konfliktowi. Po odzyskaniu przez Polskę niepodległości sprawa odbudowy stała się bardziej realna. W 1922 wybudowano w miejscu dawnego kościoła kaplicę pod wezwaniem św. Izydora, rozbudowaną potem w 1924. W 1934 rozpoczęto budowę obecnej świątyni. Konsekrowano ją w 1935. 26 października 1936 wznowiono parafię kiszewską. W latach 1960–1962 kościół przeszedł gruntowny remont. Charakterystyczna wieża kościelna stanowi dobry punkt orientacyjny, widoczny nawet z dużych odległości. 

## Galeria

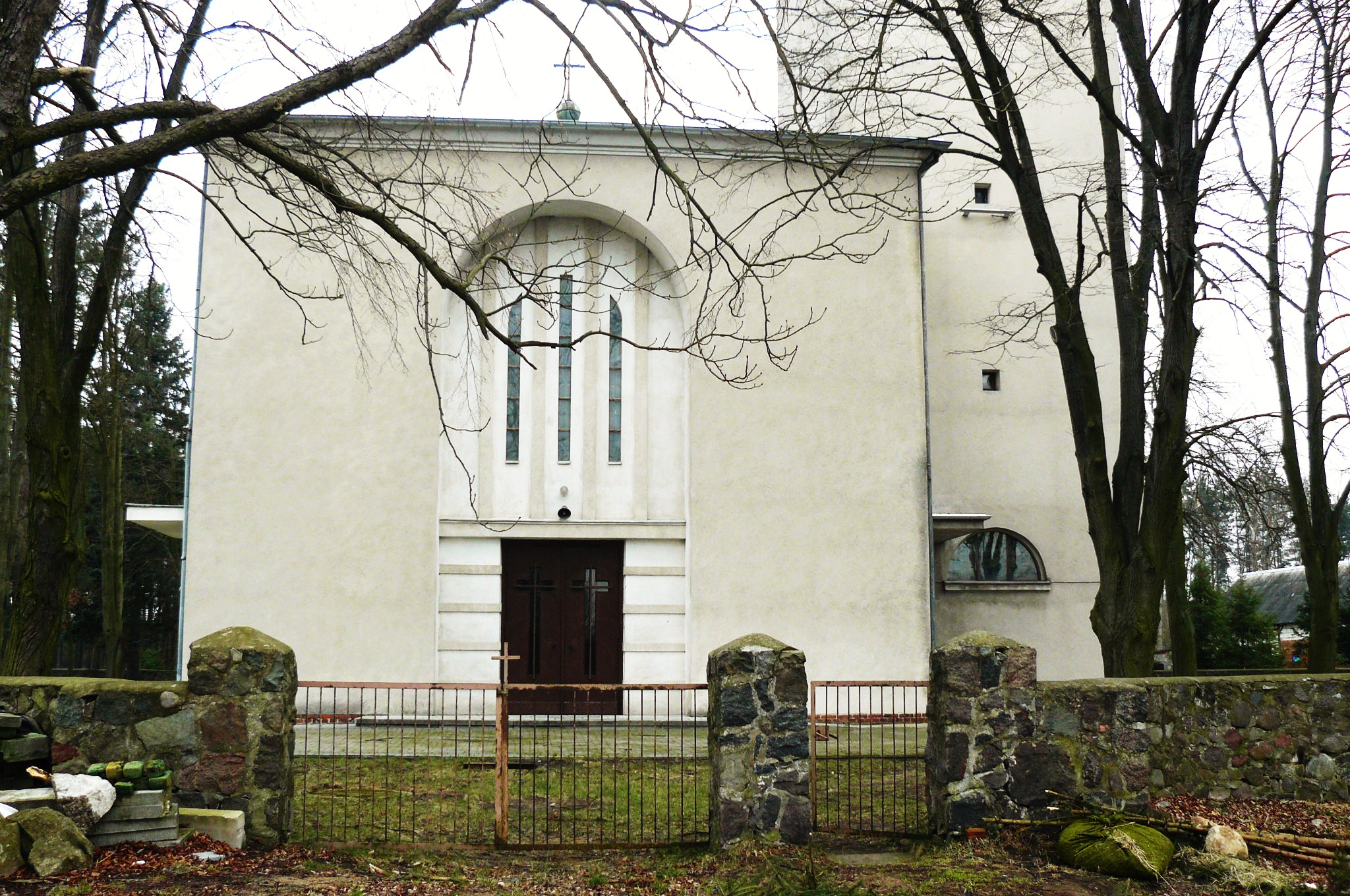
Portal wejściowy
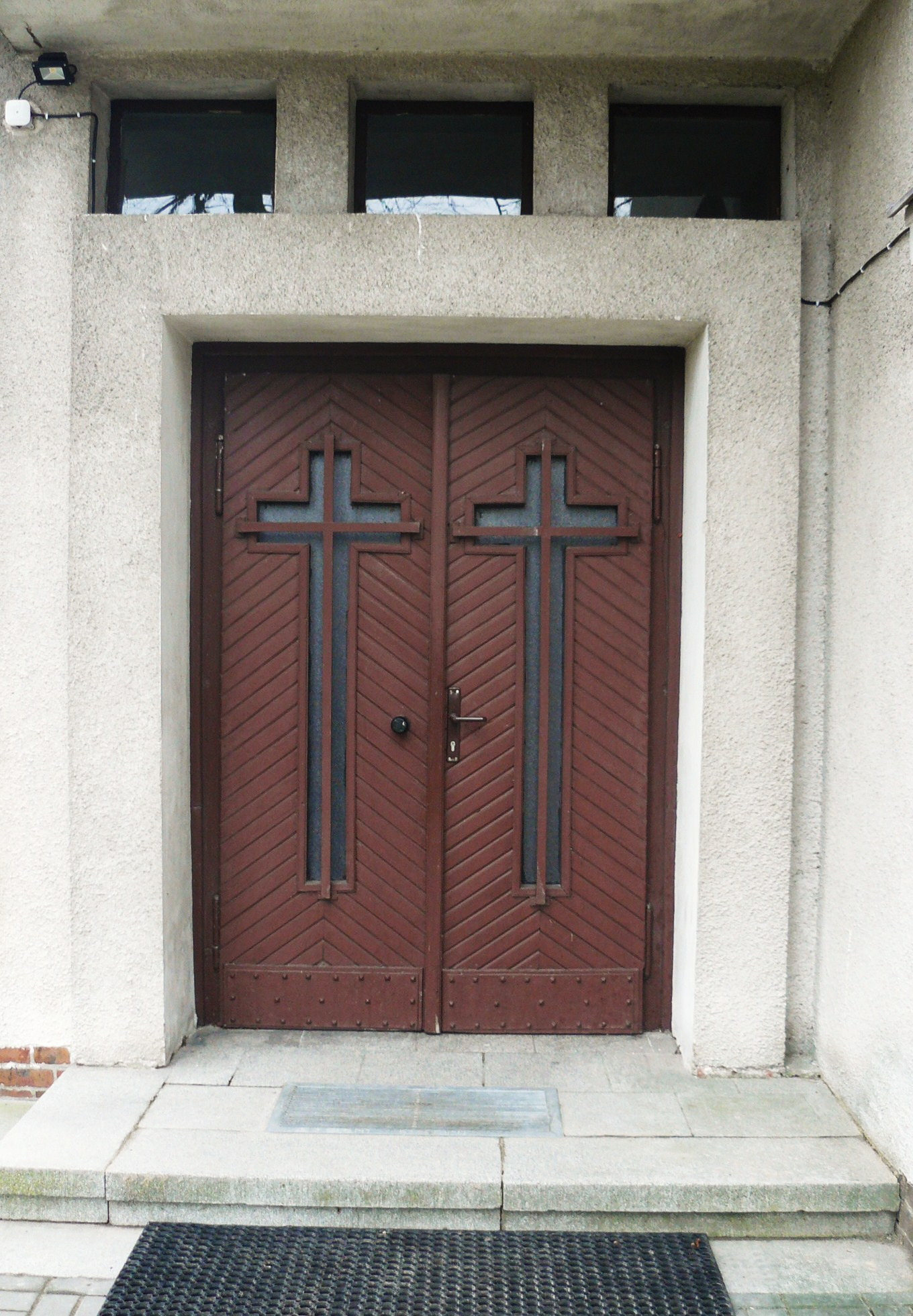
Detal
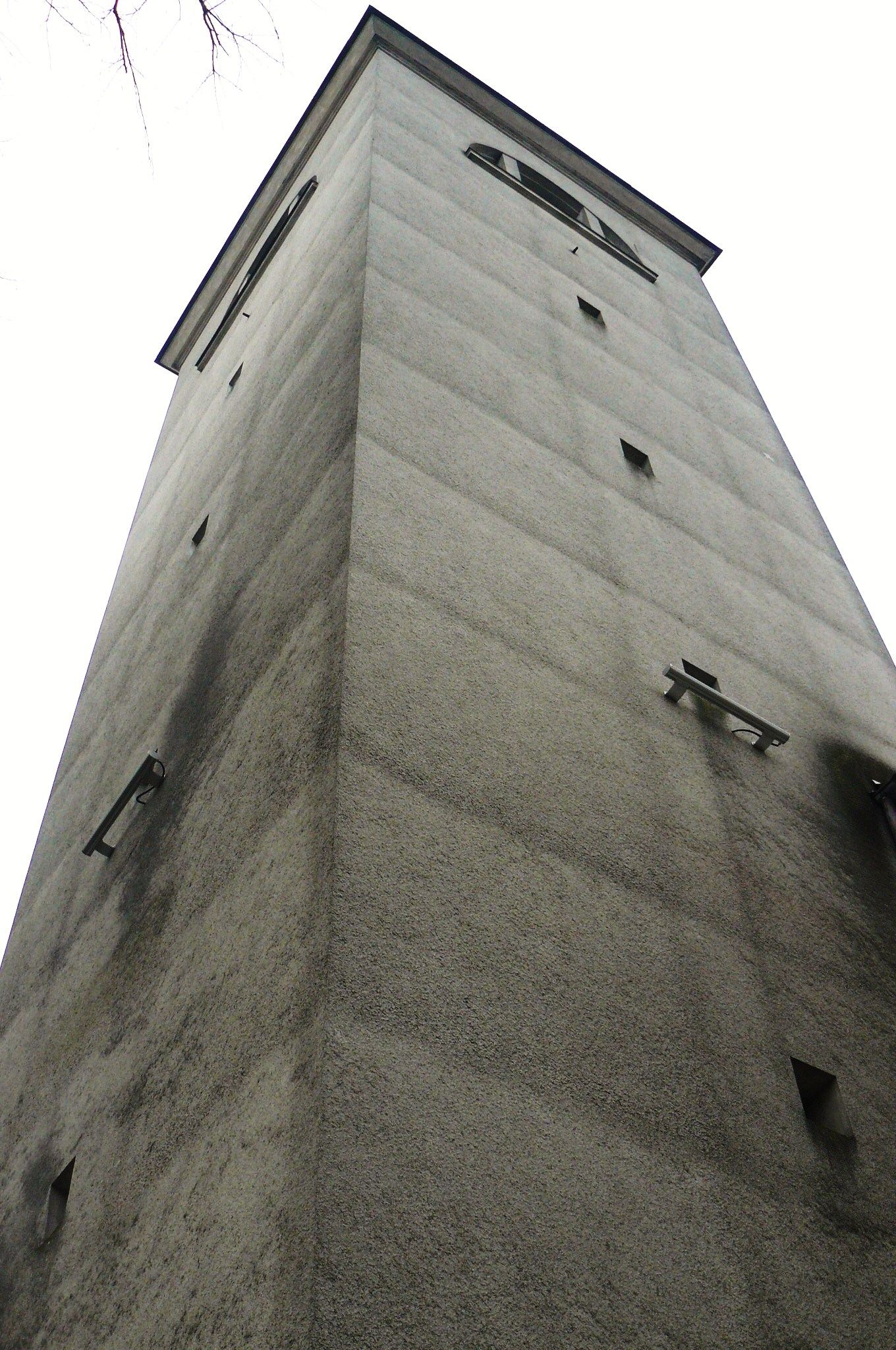
Wieża